# Filme do Desassossego
Filme do Desassossego (Portugiesisch für: Film der Unruhe) ist ein biografisches Filmdrama des portugiesischen Regisseurs João Botelho aus dem Jahr 2010.
Es ist eine Literaturverfilmung des Buchs der Unruhe des Hilfsbuchhalters Bernardo Soares (Original: Livro do Desassossego) des portugiesischen Schriftstellers Fernando Pessoa.

## Handlung
In einem Zimmer in der Rua dos Douradores, im heutigen Lissabon, denkt sich ein Mann Träume aus und stellt Theorien über sie auf. Diese Träume werden nun selbst physische, spürbare, sichtbare Realität. Der niedergeschriebene Text materialisiert sich in seiner Musikalität vor den Augen der Zuschauenden und fließt, in Ohren, Hirn und Herz spürbar, durch die Straßen der Stadt, in der der Mann lebt und die er über alles liebt, und verteilt sich in der ganzen Welt. Begegnungen, Gedanken, Selbstgespräche, Zwiegespräche, Beobachtungen, Reflexionen, Erkenntnisse, Sicherheiten.
„Ein unruhiger Film über Fragmente eines endlosen Buches voller Fallstricke, fast dement funkelnd, aber von genialer Klarheit. Ein Sonnen-Moment der Kreativität Fernando Pessoas. Die absolute und perfekte Einsamkeit des Ichs, ein Fixstern und ohne Gegenmittel. - Gott bin ich, auch das schrieb Bernardo Soares.“ (Inhaltsangabe des Verleihs)

## Produktion

### Filmproduktion
Der Film wurde von der Produktionsfirma des Regisseurs Botelho (Ar De Filmes) und unter finanzieller Beteiligung der portugiesischen Filmförderungsanstalt ICA, der Stadtverwaltung (Câmara Municipal) von Lissabon, des öffentlich-rechtlichen Fernsehsenders RTP und der Gulbenkian-Stiftung produziert, zudem arbeitete man auch mit der Zeitung Correio da Manhã zusammen.
Eine Vielzahl bekannter Schauspieler hatte im Film Nebenrollen, in den zahlreichen kleinen Begegnungen, darunter Ana Moreira, Rita Blanco, Marcello Urgeghe, Alexandra Lencastre, Catarina Wallenstein, Miguel Guilherme, Laura Soveral, Filipe Vargas, Rui Morisson, Suzana Borges u. v. a.

### Filmmusik
- Marcha fúnebre para o Rei Luís II da Baviera („Trauermarsch für Ludwig II. von Bayern“, Oper, mit Musik von Eurico Carrapatoso und Libretto von João Botelho auf Grundlage von Texten von Bernardo Soares/Fernando Pessoa), gesungen von Angélica Neto, Elsa Cortez und dem Ricercare-Chor, eingespielt vom Orquestra Sinfonietta de Lisboa unter der Leitung von Vasco Pearce de Azevedo.
- Toca-me. Suaves olhos (Fado von Diogo Clemente), interpretiert von Carminho.
- Sofro e sonho (Caetano Veloso), interpretiert von Caetano Veloso.
- Não se subordinar a nada (portugiesischer Rap von Timóteo dos Santos/NBC), interpretiert von NBC.
- Serei sempre da Rua dos Douradores (Fado von Paulo Abelho und João Eleutério), interpretiert von Ricardo Ribeiro.
- Criador de Argonautas (Lula Pena), interpretiert von Lula Pena.
- Les Deux Guitares (Charles Aznavour), interpretiert von Charles Aznavour.
- Cantiga de Santa Maria (Alfons X.), interpretiert vom Kinderchor der Universität Lissabon.
- Duplo concerto para violino e violoncelo em Lá menor, I. Allegro (Johannes Brahms), interpretiert vom Nationalen Sinfonieorchester Irlands (RTÉ National Symphony Orchestra).
- 5. Streichquartett, II. Adagio molto (Béla Bartók), interpretiert vom Vermeer Quartett.
- Streichquartett Nr. 19 in C-Dur (Dissonanz), I. Adagio - Allegro (Wolfgang Amadeus Mozart), interpretiert vom Eder Quartett.
- Toccata, Adagio und Fuge C-Dur, BWV 564 (Johann Sebastian Bach), interpretiert von Wolfgang Rübsam.[2]

## Rezeption
Der Film feierte am 29. September 2010 im Großen Auditorium des Centro Cultural de Belém Premiere und zog danach 16.357 Zuschauer in die portugiesischen Kinos.
Von der Sociedade Portuguesa de Autores (SPA) wurde er 2011 als bester Film des Jahres ausgezeichnet.
Der Filme do Desassossego erschien 2011 bei Ar de Filmes als DVD.